# Patricia Davies
Pour les articles homonymes, voir Davies.
Patricia Joan Davies, née le 5 décembre 1956, est une joueuse de hockey sur gazon zimbabwéenne.

## Carrière
Patricia Davies fait partie de l'équipe du Zimbabwe de hockey sur gazon féminin sacrée championne olympique en 1980 à Moscou. Elle est sélectionnée en équipe nationale de 1976 à 1980.